# 辛辛那提鎮區 (愛荷華州哈里森縣)
辛辛那提鎮區（英語：Cincinnati Township）是位於美國愛荷華州哈里森縣的一個行政鎮區。

## 地方資料
根據2010年美國人口普查的數據，辛辛那提鎮區的面積為105.70平方千米，當中陸地面積為105.25平方千米，而水域面積為2.45平方千米。當地共有人口197人，而人口密度為每平方千米1.86人。